# Gegentaktsignal
Gegentaktsignal wird ein Signal genannt, das an allen zur Funktion relevanten Eingängen eines Bausteins, z. B. an den Eingängen eines Operationsverstärkers, gleichzeitig mit gleicher Phase aber mit entgegengesetzter Polarität (invertiert) anliegt. Spannungssignale im Gegentakt heißen Gegentaktspannungen. Bei Strömen spricht man vom Gegentaktstrom. Symmetrische Signalübertragungen sind Beispiel für Gegentaktsignale.
Reale Signale sind in der Regel eine Überlagerung aus Gleichtakt- und Gegentaktsignal.

## Beispiel
Die folgenden Abbildungen zeigen ein Gleichtaktsignal, ein Gegentaktsignal sowie die Überlagerung der beiden Signale zur realen Stromverteilung.

Die Strompfeile kennzeichnen ein Gleichtaktsignal, das am Verbraucher Z über z. B. eine parasitäre Impedanz Ze sich über das Bezugspotenzial schließt
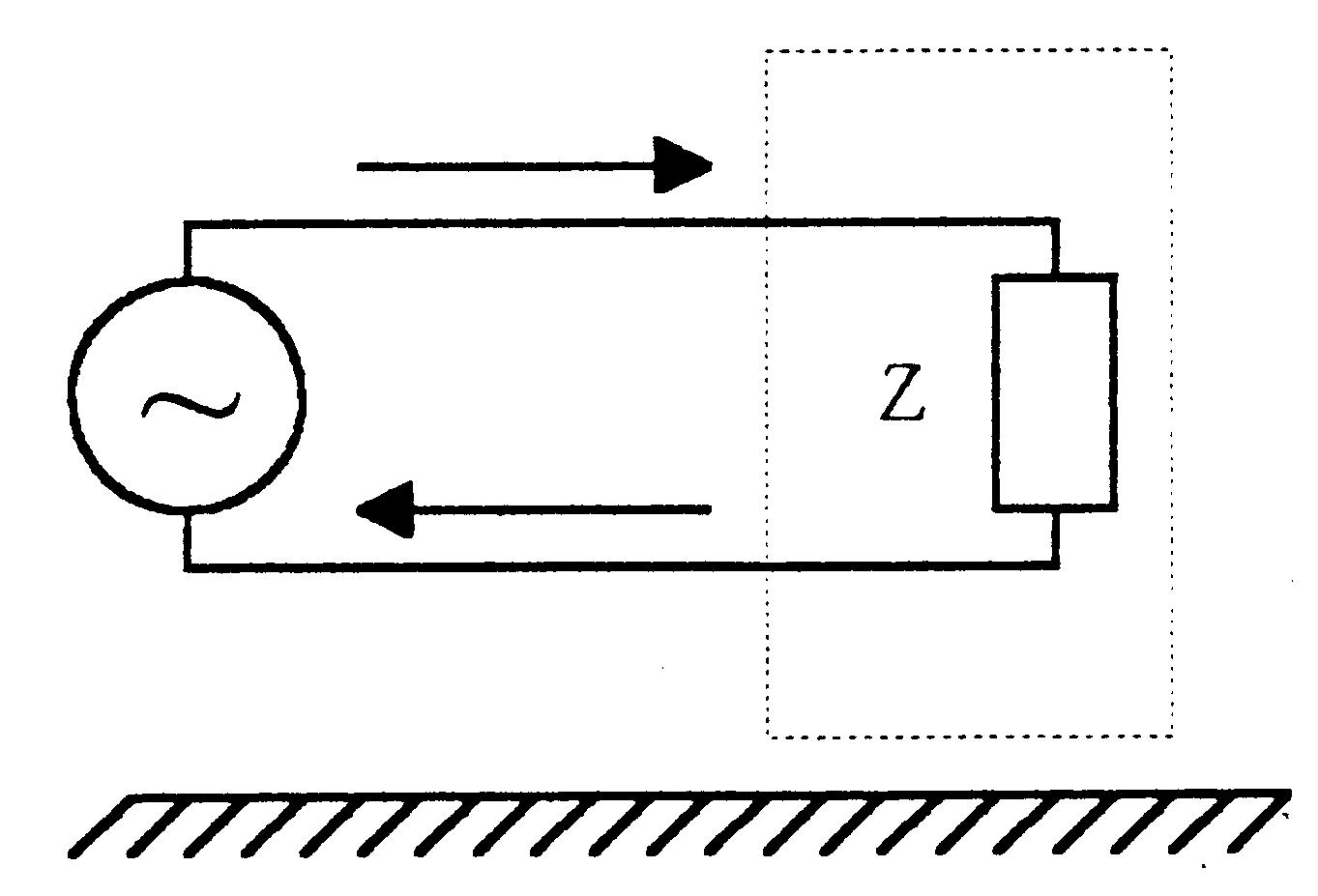
Die Strompfeile kennzeichnen ein Gegentaktsignal, das in gleicher Größe auf Hin- und Rückleiter fließt
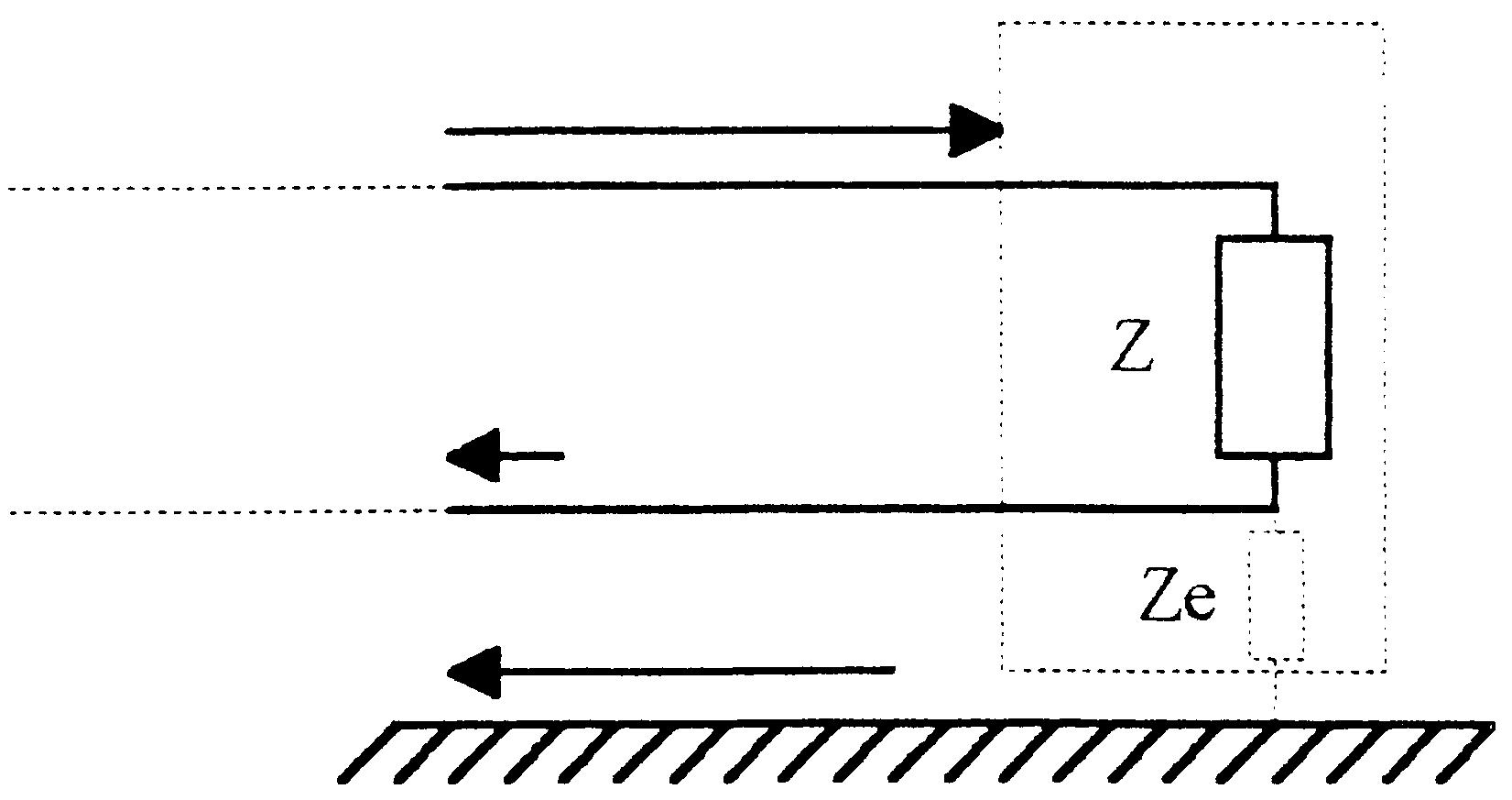
Die Überlagerung von Gleichtaktsignal und Gegentaktsignal ergibt die reale Stromverteilung auf der Leitung